# Хеликоптер
Хеликоптер је ваздухоплов који се одржава у ваздуху и креће кроз ваздух помоћу једног или више хоризонталних ротора (пропелера). Хеликоптери су класификовани као ваздухоплови са ротационим крилима (узгонским површинама) за разлику од класичних ваздухоплова са фиксним крилима. Реч хеликоптер је настала од грчких речи хеликс ( — „спирала”) и птерон ( — „крило”). Хеликоптер са мотором је измислио Словак Јан Бахил. Први хеликоптери у Србији и Југославији су били Сикорски С-51 од којих је настала прва хеликоптерска јединица – ескадрила 1954. године, док је први сертификовани пилот хеликоптера био капетан Никола Јовић. Први хеликоптери израђени у фабрици Соко у Мостару и Југославији су били Сикорски С-55 када су 1961. године испоручени први примерци ЈРВ. Први милицијски (полицијски) хеликоптери у Југославији су били Агуста бел 47Ј који су од 1965. године коришћени од стране Савезног секретаријата унутрашњих послова (ССУП).
Реч хеликоптер потиче од француске речи фр. hélicoptère. Њу је сковао Густав Понтон Дамекот 1861. године, полазечи од грчких речи helix (ἕλιξ) „хеликс, спирала” и pteron (πτερόν) „крило”.

## Историја
Леонардо да Винчи је око 1500. године направио цртеж дивовског хеликоптера који је подсећао на завртањ. Леонардо никад није покушао направити хеликоптер, јер није имао мотор којим би га покретао. У Француској је, 1783. године, приказана једна играчка-хеликоптер, названа „кинеска чигра”, премда нико није знао одакле је та направа у ствари донета. Године 1796. је Џорџ Кејли експериментисао са сличним кинеским чиграма, а дао је нацрт и за парни хеликоптер. Током наредних стотину година многи су покушавали конструисати хеликоптер. Неки од тих пројеката били су фантастични, други готово практично изводљиви, али је само неколико хеликоптера полетело. Још увек није постојао снажан и истовремено лак мотор за покретање хеликоптера. Тек када су, током Првог светског рата, израђени такви мотори, постало је могуће конструисати хеликоптере који су били у стању да понесу човека и подигнути га са земље. Конструктор Игор Сикорски је направио два хеликоптера 1909. и 1910. године. Пред крај 1917. година два аустроугарска официра конструисали су хеликоптер намењен за осматрање на фронту које су пре тога обављали ваздушни балони. Тај се хеликоптер успео неколико пута дићи до већих висина, али се на томе све и завршило. Рад на градњи хеликоптера наставио се у многим земљама, али без неког већег успеха. Међутим, 1936. године стигла је вест из Немачке да је компанија Фоке-Вулф успела да произведе добар хеликоптер. Тај је хеликоптер 1937. године прелетео велике удаљености брзином од око 110 km на сат и то на висини већој од 3.300 метара. Године 1940. конструктор Сикорски је приказао свој практично употребљиви хеликоптер, па је он испоручен америчкој војсци 1942. године.
Први хеликоптер на „земунском аеродрому” у Београду се појавио маја 1936, на пропутовању из Чехословачке у Румунију.

## Проблем великих брзина опструјавања врхова лопатица главног ротора
При лебдењу хеликоптером брзина опструјавања по ободу диска ротора (кружна површина коју описују лопатице приликом окретања ротора) расте од средишта према спољним ивицама. Уколико се повећа број окретаја или дужина лопатица, с циљем постизања већег узгона и брзине, долази до штетне појаве надзвучног опструјавања врхова лопатица и стварања додатног великог отпора ваздуха. Што се више повећава број окретаја или дужина кракова повећава се и зона надзвучног струјања. Тако се даљим повећањем снаге и потрошње горива не добија већа брзина јер отпор ваздуха расте.
Чим хеликоптер крене из лебдења у прогресивни лет, најчешће према напред, брзине опструјавања ротора почињу да се мењају на разним позицијама унутар диска па се све додатно закомпликује. Генерално посматрајући, брзина опструјавања ваздуха повећава се на страни нападне лопатице док се смањује на страни излазне. Повећањем брзине лета повећава се и та разлика па долази до јачег момента ваљања око уздужне осе хеликоптера јер је на нападној страни узгон све већи а на назадној све мањи. Зато лопатица током једног циклуса окретања за 360° мења нападни угао (нпр. на излазној страни узгон се повећава) како би се компензовао момент ваљања. Али ход нападног угла је ограничен и може се мењати само до неке максималне вредности. Кад на примјер хеликоптер лети брзином 210 km/h тада је локална брзина врхова лопатица одређене дужине 676 km/h. У ствари, њихова локална брзина осцилује у појасу од 467 до 884 km/h.

## Разлике у односу на друге врсте ваздухоплова
Хеликоптер се разликује од авиона по томе што се његова узгонска „крила” (односно кракови ротора) крећу (ротирају) независно од кретања саме летелице, док код авиона узгон на крилима настаје кретањем целе летелице кроз ваздух. Од аутожира се пак разликује по томе што његов ротор производи обе аеродинамичке силе потребне за вертикалан и хоризонталан лет: узгон и потисак. Предност хеликоптера у односу на авион јесте та што хеликоптер може вертикално да узлетати и слетати, те да лети (лебди) у месту и да се окреће око сопствене осе. Слабе стране у односу на авион су мала брзина, мањи долет, битно мања носивост, и велики утрошак погонског горива.

## Механизам летења
Крила хеликоптера су заправо кракови ротора, који, спојени на главу ротора, чине носећи главни ротор покретан погонским мотором. Роторски систем може бити изведен:
- с једним ротором и помоћним репним ротором за свладавање обртног момента, јер би се у противном труп хеликоптера вртео око властите осе у супротном смеру од вртње главног ротора;
- с два главна ротора у тандему, који се окрећу у супротним смеровима, стварајући потребан узгон, а закретне силе које делују на летелицу се притом поништавају;
- с два синхронизирана ротора, који су смештени изнад трупа, али сваки на својој страни
- с коаксијалним роторима,

Ротор може имати два до осам кракова.
Узгон се код хеликоптера постиже струјањем ваздуха око кракова ротора. Струја ваздуха над горњом површином крака преваљује дужи пут по јединици времена од струје ваздуха под доњом површином. Бернулијев принцип налаже да се притом ствара већи притисак на доњој површини крака ротора од оног на горњој, што има за последицу узгонску силу у смеру нормалном од ротације кракова ротора према подручју нижег притиска (односно горњој страни).
Колику силу узгона поједини крак ствара, зависи о његовом нападном углу. То је угао релативног смера ветра (који је одређен смером кретања летелице) и нагиба кракова ротора. Осим овако добијеног узгона, хеликоптери постижу и тзв. транслацијски узгон при одређеном распону брзина. Разлог томе је, што се ротор хеликоптера понаша слично као и крило ваздухоплова, те притом производи додатан узгон.
Кретањем хеликоптера кроз ваздух јавља се и низ проблема, а најважнији су везани за постизање великих брзина: надзвучна брзина струјања ваздуха на врховима кракова ротора и проблем слома узгона на назадном краку. Последица тога је немогућност савремених хеликоптера да развију брзине веће од 330 km/h у водоравном лету, иако није проблем постићи одговарајући однос снаге погонског система и тежине хеликоптера за такав подухват.

### Проблем великих брзина опструјавања врхова лопатица носећег ротора
При лебдењу хеликоптера брзина опструјавања по ободу диска ротора (кружна површина коју описују лопатице приликом окретања ротора) расте од средишта према ван. Уколико се повећа број окретаја или дужина лопатица, с циљем постизања већег узгона и брзине, долази до штетне појаве надзвучног опструјавања врхова лопатица и стварања додатног великог ваздушног отпора. Што се више повећава број окретаја или дужина кракова повећава се и зона надзвучног струјања. Тако се даљим повећањем снаге и потрошње горива не добива већа брзина јер ваздушни отпор расте.
Чим хеликоптер крене из лебдења у прогресивни лет, најчешће према напред, брзине опструјавања ротора почињу се мењати на разним позицијама унутар диска. Генерално посматрајући, брзина опструјавања ваздуха повећава се на страни нападне лопатице док се смањује на страни назадне. Повећањем брзине лета повећава се и та разлика па долази до јачег момента ваљања око уздужне осе хеликоптера јер је на нападној страни узгон све већи а на назадној све мањи. Зато лопатица током једног циклуса окретања за 360° мења нападни угао (нпр. на назадној страни узгон се повећава) како би се искомпензовао момент ваљања. Али ход нападног угла је ограничен и може се мењати само до неке максималне вредности. Кад на пример хеликоптер лети ваздушном брзином 210 km/h тада ваздушна брзина врхова лопатица одређене дужине, само услед окретања, износи 676 km/h. Заправо, њихова ваздушна брзина осцилира у појасу од 467 до 884 .

### Отказивање мотора
У случају отказивања мотора на довољно високој висини и при довољно великој брзини, хеликоптер се може релативно сигурно спустити, будући да ће се ротор и даље окретати гоњен струјом ваздуха, под ефектом познатим као ауторотација, и тако омогућити стварање узгона који ће спречити нагли и погибељни пад. Кључан тренутак при таквом слетању је правовремена промена нагибног угла кракова ротора, чиме се постиже знатан пораст силе узгона које ће омогућити сигурно спуштање летелице на земљу. Проблем је што се таквом променом нападног угла кракова нагло губи њихова угаона брзина, а тиме и узгон, те ако пилот то прерано учини, пад је неизбежан. Исто тако, ако предуго чека, хеликоптер неће успети да довољно успори пре додира с земљом.

## Примена
Хеликоптер је данас у широкој примени у цивилном, а нарочито у војном ваздухопловству. Користи се за превоз путника на краћим удаљеностима, у спашавању, превозу терета, надзору из ваздуха (нпр. полиција), али и борбеним задаћама.
Главни светски произвођачи хеликоптера су амерички Сикорски, Боинг и Бел, европски Еврокоптер, и руски Мил и Камов.

### Теретни хеликоптери
Војни теретни хеликоптери се користе на местима где је употреба конвенционалних ваздухоплова немогућа. Обично су то неприступачна места без узлетно-слетне стазе, шумовита и планинска подручја те мања острва. Хеликоптер свој терет може преносити овешен испод себе и доставља га на жељено место без слетања.
Сврставају се у три разреда: јуришни, средњи и тешки транспортни хеликоптери.
Јуришни транспортни хеликоптери су обично најмањи и пројектовани за пребацивање једне пешачке јединице и њихове опреме. Наоружани су за самоодбрану, заштиту у транзиту и за осигурање сигурног слетања у одредишну зону. Примери ове класе су Sikorsky S-70 и Ми-8 (са наоружањем).
Како све војске нису у могућности да користе потпуни понуђени спектар, средњи разред транспортних хеликоптера је најраспрострањенији. Ови хеликоптери су генерално у стању да превезу опремљени пешачки вод, вучну артиљерију или лакша теренска возила. За разлику од јуришних, овај хеликоптер не слеће директно у борбену зону него се користи за припрему људства и опреме за почетни напад. Примери укључују ненаоружане моделе Ми-8, Супер Пуму и CH-46 Sea Knight.
Тешки теретни хеликоптери су највећи и способни да превезу највеће и најтеже терете. Тренутно су у употреби CH-53 Sea Stallion и сродни CH-53E Super Stallion, CH-47 Chinook, Ми-26 и Aérospatiale Super Frelon. Способни су за превоз до 80 војника и премештање мањих наоружаних оклопних возила (обично су возила овешена испод хеликоптера, али могу се превозити и у унутрашњости). Хеликоптери делују као тактички транспортери вршећи задатке као и мањи турбо-проп транспортни авиони. Нижа брзина, долет и повећана потрошња горива надокнађује његова способност деловања на свим теренима.